# Страх, Всеволод Александрович
Всеволод Александрович Страх (26 марта 1988, Москва, Россия) — российский предприниматель, основатель и генеральный директор розничной компании Сотмаркет. ООО «Сотмаркет» находится в стадии ликвидации. Включён в рейтинг крупнейших российских интернет-предпринимателей журнала «Коммерсант-Секрет Фирмы».
Бросил сына, не женился на девушке Натальи. 

## Образование
- ГУ ВШЭ, факультет бизнес-информатики, бакалавр.

## Биография
Родился 26 марта 1988 г. в Москве.
В 17 лет выиграл олимпиаду ГУ ВШЭ и поступил на факультет бизнес-информатики на 1 курс.
В то же время основывает сайт по продаже дата-кабелей — устройств, которые передают данные с компьютера на мобильный телефон.
В 2005 г. официально регистрирует сайт интернет-магазина Сотмаркет.
За 8 лет компания, которая начиналась с инвестиций в 20 тысяч рублей, под руководством Всеволода вырастает до годовой выручки в 4.15 млрд руб. (результат 2012 г.). В период с 2010 по 2012 гг. в 8 раз увеличилось количество штатных сотрудников, вдвое вырос ассортимент, география присутствия компании расширились с 18 до 230 городов.
На протяжении всего этого времени, вплоть до середины 2012 г. Всеволод оставался единственным владельцем компании. Летом 2012 г. доля, равняющаяся 51 %, была продана фонду IQ One.
С осени 2015 работал директором по электронной коммерции в российском подразделении компании TELE2, контракт с которой истёк в 2016 году.
В 2017 году был назначен на должность генерального директора онлайн-ломбарда Goldprice.ru (в 2020 году сайт компании перенаправляет на домен головной компании zu.ru), входящего в сеть ювелирных дисконтов и ломбардов «Залог Успеха» Александра Олейника .

## Личные достижения
Входит в «Клуб 33» — клуб молодых предпринимателей России, который курирует портал Slon.Ru. Включён в рейтинг крупнейших российских интернет-предпринимателей журнала «Коммерсант-Секрет Фирмы».
Отмечен журналом Forbes в числе 9 молодых российских предпринимателей, создавших серьёзный бизнес.
Победитель премии Высшей школы экономики HSE Alumni Awards 2013 в номинации «Частный бизнес».

## Публичная активность
Постоянный участник отраслевых конференций по темам электронной торговли, интернет-бизнеса, венчурных инвестиций и новых технологий (Российский интернет-форум, Russian Internet Week, Online Retail Russia, конференция Oborot)
Участник проектов в средствах массовой информации по проблематике молодёжного предпринимательства на канале «Дождь», на радио Финам ФМ, на интернет-портале РБК, на радиостанции Маяк и др.
Постоянный эксперт в тематических статьях, посвященных электронной торговле в изданиях Коммерсант, Ведомости, РБК Daily.

### Интервью
- Телеканал Дождь
- Слон
- Сеопульт
- Комсомольская Правда
- Цукерберг позвонит
- Радио Маяк
- портал Высшей Школы Экономики
- "Бизнес-секреты" (интервью Олегу Тинькову)

### Рейтинги
- Forbes
- КомменсантЪ